# أنوماتي
في الهندوسية، أنوماتي ("نعمة إلهية" باللغة السنسكريتية، الديفاناغارية: अनुमति) هي إلهة قمرية وإلهة الروحانية والخصوبة والأطفال.